# Erythrinus
Genre
Erythrinus est un genre de poissons téléostéens de la famille des Erythrinidae et de l'ordre des Characiformes. Le genre Erythrinus ne concerne que deux espèces de poissons américains.

## Liste des espèces
Selon FishBase (22 juin 2015):
- Erythrinus erythrinus (Bloch and Schneider, 1801)
- Erythrinus kessleri Steindachner, 1877